# Setnica, Dobrova - Polhov Gradec
Setnica je naselje v Občini Dobrova - Polhov Gradec.